# Pseudoxenicotela ashantica
Pseudoxenicotela ashantica is een keversoort uit de familie boktorren (Cerambycidae). De wetenschappelijke naam van de soort is voor het eerst geldig gepubliceerd in 1959 door Breuning.